# Hjördis Nyberg
Hjördis Helena Nyberg, född 18 september 1885 i Helsingfors, död där 23 maj 1970, var en finländsk målare.
Nyberg studerade i början av 1900-talet vid Finska konstföreningens ritskola och Centralskolan för konstflit samt kompletterade därefter sin utbildning i Holland och Paris. Hon var främst känd som porträttmålare, men målade också naturalistiska landskap och stilleben, bland annat små blomstermotiv. Bland hennes arbeten märks altartavlan i Östersundoms kapell (1934).